# Communauté d'agglomération des Deux Baies en Montreuillois
La communauté d'agglomération des Deux Baies en Montreuillois (CA2BM) est une communauté d'agglomération française, située dans le département du Pas-de-Calais et la région Hauts-de-France, arrondissement de Montreuil. Née de la fusion des trois communautés de communes, celles du Montreuillois, d'Opale sud et de mer et terres d'Opale, elle est créée le 31 août 2016 avec pour date d’effet le 1er janvier 2017. Son siège est situé dans la commune de Montreuil-sur-Mer. Elle regroupe 46 communes et totalise 65 760 habitants en 2021. Elle est localisée dans l'ouest du Pas-de-Calais, sur la Côte d'Opale, bordée par la Manche et limitrophe, au sud, du département de la Somme. 

## Géographie

### localisation
L'intercommunalité s'étend sur la Côte d'Opale entre la baie d'Authie et la baie de Canche.

### Composition
La communauté d'agglomération est composée des 46 communes suivantes :

| Nom                         | Code Insee | Gentilé            | Superficie (km2) | Population (dernière pop. légale) | Densité (hab./km2) |
| --------------------------- | ---------- | ------------------ | ---------------- | --------------------------------- | ------------------ |
| Montreuil-sur-Mer (siège)   | 62588      | Montreuillois      | 2,85             | 1 902 (2022)                      | 667                |
| Airon-Notre-Dame            | 62015      | Aironnois          | 5,05             | 259 (2022)                        | 51                 |
| Airon-Saint-Vaast           | 62016      | Aironnois          | 5,92             | 189 (2022)                        | 32                 |
| Attin                       | 62044      | Attinois           | 6,7              | 864 (2022)                        | 129                |
| Beaumerie-Saint-Martin      | 62094      | Belmariens         | 9,37             | 384 (2022)                        | 41                 |
| Berck                       | 62108      | Berckois           | 14,88            | 12 967 (2022)                     | 871                |
| Bernieulles                 | 62116      | Bernieullois       | 5,74             | 165 (2022)                        | 29                 |
| Beutin                      | 62124      | Beutinois          | 3                | 434 (2022)                        | 145                |
| Bréxent-Énocq               | 62176      | Bréxentois         | 7,27             | 639 (2022)                        | 88                 |
| La Calotterie               | 62196      | Calotterois        | 9,48             | 586 (2022)                        | 62                 |
| Camiers                     | 62201      | Camièrois          | 16,13            | 2 633 (2022)                      | 163                |
| Campigneulles-les-Grandes   | 62206      | Campigneullois     | 5,34             | 289 (2022)                        | 54                 |
| Campigneulles-les-Petites   | 62207      | Campigneullois     | 6,19             | 529 (2022)                        | 85                 |
| Colline-Beaumont            | 62231      | Collinois          | 4,6              | 129 (2022)                        | 28                 |
| Conchil-le-Temple           | 62233      | Conchilois         | 16,72            | 1 087 (2022)                      | 65                 |
| Cormont                     | 62241      | Cormontois         | 9,71             | 309 (2022)                        | 32                 |
| Cucq                        | 62261      | Cucquois           | 13,16            | 5 165 (2022)                      | 392                |
| Écuires                     | 62289      | Écuiriens          | 9,15             | 686 (2022)                        | 75                 |
| Estrée                      | 62312      | Estréens           | 4,47             | 296 (2022)                        | 66                 |
| Estréelles                  | 62315      | Estréellois        | 3,18             | 343 (2022)                        | 108                |
| Étaples                     | 62318      | Étaplois           | 12,95            | 10 693 (2022)                     | 826                |
| Frencq                      | 62354      | Frencquois         | 19,81            | 899 (2022)                        | 45                 |
| Groffliers                  | 62390      | Groffliérois       | 8,09             | 1 478 (2022)                      | 183                |
| Hubersent                   | 62460      | Hubersentois       | 7,97             | 267 (2022)                        | 34                 |
| Inxent                      | 62472      | Inxentois          | 3,78             | 157 (2022)                        | 42                 |
| Lefaux                      | 62496      | Lefausiens         | 8,25             | 222 (2022)                        | 27                 |
| Lépine                      | 62499      | Spinetois          | 10,82            | 289 (2022)                        | 27                 |
| Longvilliers                | 62527      | Longvillois        | 10,99            | 255 (2022)                        | 23                 |
| La Madelaine-sous-Montreuil | 62535      | Madelainois        | 2,46             | 148 (2022)                        | 60                 |
| Maresville                  | 62554      | Maresvillois       | 2,46             | 94 (2022)                         | 38                 |
| Merlimont                   | 62571      | Merlimontois       | 21,49            | 3 348 (2022)                      | 156                |
| Montcavrel                  | 62585      | Montcavrellois     | 9,56             | 389 (2022)                        | 41                 |
| Nempont-Saint-Firmin        | 62602      | Nempontois         | 4,48             | 200 (2022)                        | 45                 |
| Neuville-sous-Montreuil     | 62610      | Neuvillois         | 8,82             | 633 (2022)                        | 72                 |
| Rang-du-Fliers              | 62688      | Rangeois           | 10,47            | 4 339 (2022)                      | 414                |
| Recques-sur-Course          | 62698      | Recquois           | 4,83             | 268 (2022)                        | 55                 |
| Saint-Aubin                 | 62742      | Saint-Aubinois     | 4,54             | 278 (2022)                        | 61                 |
| Saint-Josse                 | 62752      | Judossiens         | 21,1             | 1 055 (2022)                      | 50                 |
| Sorrus                      | 62799      | Sorrusiens         | 6,79             | 943 (2022)                        | 139                |
| Tigny-Noyelle               | 62815      | Tygniens           | 6,76             | 168 (2022)                        | 25                 |
| Le Touquet-Paris-Plage      | 62826      | Touquettois        | 15,31            | 4 223 (2022)                      | 276                |
| Tubersent                   | 62832      | Tubersentois       | 6,9              | 576 (2022)                        | 83                 |
| Verton                      | 62849      | Vertonnois         | 11,06            | 2 557 (2022)                      | 231                |
| Waben                       | 62866      | Wabeniens          | 8,99             | 440 (2022)                        | 49                 |
| Wailly-Beaucamp             | 62870      | Wailly-Beaucampois | 14,33            | 1 063 (2022)                      | 74                 |
| Widehem                     | 62887      | Widehemois         | 7,2              | 247 (2022)                        | 34                 |

## Démographie
| 1968   | 1975   | 1982   | 1990   | 1999   | 2010   | 2015   | 2021   |
| ------ | ------ | ------ | ------ | ------ | ------ | ------ | ------ |
| 51 852 | 56 478 | 59 529 | 62 423 | 64 043 | 67 709 | 66 915 | 65 760 |

## Urbanisme

### Logement
En 2022, le nombre total de logements dans la communauté d'agglomération était de 61 530, alors qu'il était de 59 607 en 2016 et de 59 151 en 2011
, soit une progression du nombre total de logements de 4,0 % depuis 2011.
Parmi ces 61 530 logements, 49,5 % étaient des résidences principales, (soit 30 466 logements), 45,8 % des résidences secondaires et 4,7 % des logements vacants. Ces logements étaient pour 58,8 % d'entre eux des maisons individuelles et pour 38,5 % des appartements.
Sur les 30 466 résidences principales, 63,9 % sont occupées par des propriétaires, 34,3 % par des locataires et 1,8 % par des personnes logées gratuitement.
Le tableau ci-dessous présente la typologie des logements dans la communauté d'agglomération en 2022 en comparaison avec celle du Pas-de-Calais et de la France entière. Une caractéristique marquante du parc de logements est ainsi une proportion de résidences secondaires et logements occasionnels (45,8 %) supérieure à celle du département (6,6 %) et à celle de la France entière (9,7 %) ainsi que d'une proportion de logements vacants (4,7 %) inférieure à celle du département (7,2 %) et de la France entière (8 %).
| Typologie                                               | Communauté d'agglomération | Pas-de-Calais | France entière |
| ------------------------------------------------------- | -------------------------- | ------------- | -------------- |
| Résidences principales (en %)                           | 49,5                       | 86,2          | 82,3           |
| Résidences secondaires et logements occasionnels (en %) | 45,8                       | 6,6           | 9,7            |
| Logements vacants (en %)                                | 4,7                        | 7,2           | 8              |

Le tableau ci-dessous présente le type de combustible principal utilisé dans les résidences principales ainsi que l'évolution des différents types de combustible entre 2011 et 2022.
| Type de combustible principal du logement | Communauté d'agglomération | Communauté d'agglomération | Communauté d'agglomération | Pas-de-Calais 2022 |
| Type de combustible principal du logement | 2011                       | 2022                       | △                          | Pas-de-Calais 2022 |
| ----------------------------------------- | -------------------------- | -------------------------- | -------------------------- | ------------------ |
| Gaz de ville - réseau de chaleur          | 41,9 %                     | 40,5 %                     | -1,4                       | 51,7 %             |
| Fioul (mazout)                            | 12,3 %                     | 7,6 %                      | -4,7                       | 7,4 %              |
| Électricité                               | 33,5 %                     | 34,7 %                     | 1,2                        | 24,4 %             |
| Gaz en bouteilles ou en citerne           | 2,2 %                      | 1,5 %                      | -0,7                       | 1,0 %              |
| Autres (bois, solaire, géothermie, etc.)  | 10,2 %                     | 15,7 %                     | 5,5                        | 15,5 %             |

### Projets et réalisations
- Les ateliers relais sur le Champ Gretz à Rang-du-Fliers-Verton
- Le projet privé Tropicalia
- La réserve muséale à Étaples
- Le schéma départemental d’accueil des gens du voyage
- La mise en place de l’aide à l’accession à la propriété pour les primo-accédants[2]
- Le système d'endiguement Authie Nord[3]

## Histoire
Dans le cadre des dispositions de la loi portant nouvelle organisation territoriale de la République (Loi NOTRe) du 7 août 2015, qui prévoit que les établissements publics de coopération intercommunale (EPCI) à fiscalité propre doivent avoir un minimum de 15 000 habitants, la proposition 6 du projet de schéma départemental de coopération intercommunale de 2015 prescrit la fusion des trois communautés de communes  du Montreuillois (qui n'atteint pas ce seuil), la Opale sud et mer et terres d'Opale pour constituer une nouvelle communauté d'agglomération de 70 000 habitants.
Après consultation des conseils municipaux et communautaires concernés, la nouvelle communauté d'agglomération est créée par un arrêté préfectoral du 31 août 2016 qui prend effet le 1er janvier 2017,, avec un arrêté complémentaire fixant provisoirement les compétences le 30 novembre 2016.
Le conseil communautaire de décembre 2018 a déterminé la liste des compétences de la communauté d'agglomération.
Début 2020, discussion autour d'une éventuelle scission au sein de la CA2BM.

## Politique et administration

### Siège
Le siège de la communauté d'agglomération est fixé en l'hôtel de ville de Montreuil-sur-Mer.

### Élus
La communauté de communes est administrée par son conseil communautaire composé, en 2020, de  82 conseillers municipaux issus de chacune des communes membres et répartis comme suit en fonction de leur population, :
| Nombre de conseillers | Communes                                     |
| --------------------- | -------------------------------------------- |
| 14                    | Berck                                        |
| 10                    | Étaples                                      |
| 4                     | Cucq, Rang-du-Fliers, Le Touquet-Paris-Plage |
| 3                     | Merlimont                                    |
| 2                     | Camiers, Montreuil-sur-Mer, Verton           |
| 1 (+1 suppléant)      | les 37 autres communes                       |

### Présidence
À la suite des élections municipales et communautaires de 2020, le conseil communautaire du 16 juillet 2020 a réélu Bruno Cousein, maire de Berck, comme président pour la mandature 2020-2026, ainsi que ses 15 vice-présidents qui sont : 
1. Daniel Fasquelle, maire du Touquet-Paris-Plage, chargé des finances et de la fiscalité ;
2. Philippe Cousin, maire d'Écuires, chargé des services techniques et équipements sportifs ;
3. Claude Vilcot, maire de Groffliers, chargé du GEMAPI Mer ;
4. Philippe Fait, maire d'Étaples-sur-Mer, conseiller départemental d'Étaples, chargé de l'habitat, de la politique de la ville et des gens du voyage ;
5. Jean-Claude Descharles, maire de Saint-Josse, chargé des NTIC-PCAET ;
6. Pierre Ducrocq, maire de Montreuil-sur-Mer, chargé du développement économique, touristique et culturel ;
7. Walter Kahn, maire de Cucq, chargé de l'assainissement et des eaux usées ;
8. Dominique Masson, maire de Beutin, chargé du GEMAPI Terre ;
9. Mary Bonvoisin, maire de Merlimont, chargée de l'emploi-formation PAD et de l'égalité hommes/femmes ;
10. Jacques Flahaut, maire de Sorrus, chargé de l'eau potable et de la défense contre l'incendie ;
11. Gaston Callewaert, maire de Camiers, chargé de la mobilité et des transports voies douces ;
12. Jean-Claude Allexandre, maire de Campigneulles-les-Petites, chargé de la planification et des politiques contractuelles ;
13. Hubert Douay, maire de Campigneulles-les-Grandes, chargé de la collecte-valorisation et élimination des déchets et des ressources humaines ;
14. Geneviève Margueritte, maire de Lefaux, conseillère départementale d'Étaples, chargée de la petite enfance et de l'action sociale ;
15. Joël Lemaire, maire de Verton, chargé de la gestion du réseau pluvial urbain.

| Période      | Période                       | Identité      | Étiquette | Qualité |
| ------------ | ----------------------------- | ------------- | --------- | --- |
| janvier 2017 | En cours (au 16 juillet 2020) | Bruno Cousein | UMP → LR  | Kinésithérapeuthe Maire de Berck (2001 → 2008 et 2014 → ) Conseiller général puis départemental de Berck (2011→ ) Président du CHAM (2014 → ) Président de l'ex-communauté de communes Opale sud (2014 → 2016) Vice-président du Pôle métropolitain Côte d'Opale |

### Compétences
La communauté d'agglomération exerce les compétences qui lui ont été transférées par les communes membres, dans les conditions déterminées par le code général des collectivités territoriales. Il s'agit de : 
- Développement économique : actions de développement économique ; zones d'activité ; politique locale du commerce et soutien aux activités commerciales d'intérêt communautaire ; promotion du tourisme dont la création d'office de tourisme ;
- Aménagement de l'espace communautaire : schéma de cohérence territoriale (SCoT) et schéma de secteur ; plan local d'urbanisme (PLU), document d'urbanisme et carte communale ; zones d'aménagement concerté (ZAC) d'intérêt communautaire ; organisation de la mobilité et des transports ;
- Équilibre social de l'habitat : programme local de l'habitat (PLH) ; politique du logement d'intérêt communautaire ; actions et aides financières en faveur du logement social d'intérêt communautaire ; réserves foncières pour la mise en œuvre de la politique communautaire d'équilibre social de l'habitat ; action, par des opérations d'intérêt communautaire, en faveur du logement pour les personnes défavorisées ; amélioration du parc immobilier bâti d'intérêt communautaire ;
- Politique de la ville : élaboration du diagnostic du territoire et définition des orientations du contrat de ville ; animation et coordination des dispositifs contractuels de développement urbain, de développement local et d'insertion économique et sociale ainsi que des dispositifs locaux de prévention de la délinquance; programmes d'actions définis dans le contrat de ville ;
- Collecte et traitement des déchets des ménages et déchets assimilés ;
- Gestion des milieux aquatiques et prévention des inondations (GEMAPI) ;
- Protection et mise en valeur de l'environnement ; lutte contre l'érosion des sols et trait de côte ; défense contre la mer ; lutte contre la pollution de l'air et les nuisances sonores,
- Voirie communautaire ; extension, aménagement et réaménagement des pôles gares ; plateformes de covoiturage et de tout pôle multimodal ; sentiers de randonnées labellisés, voies de circulation douce intercommunales et haltes randonnées ; parcs de stationnement d'intérêt communautaire,
- Équipements culturels et sportifs et d'équipements de l'enseignement préélémentaire et élémentaire d'intérêt communautaire ;
- Action sociale d'intérêt communautaire ;
- Assainissement ;
- Eau potable ;
- Système d'information géographique (SIG) ;
- Éducation musicale et artistique ; manifestations culturelles et sportives d'intérêt communautaire ; soutien aux activités sportives et culturelles à rayonnement communautaire et supra-communautaire, soutien aux manifestations et évènements touristiques à rayonnement supra-communautaire, coordination et mise en réseau de l'action culturelle, sportive ou de loisirs,
- Défense contre l'incendie,
- Nouvelles Technologies de l'Information et de la Communication (NTIC) et Très Haut Débit.

### Régime fiscal et budget
La communauté d'agglomération est un établissement public de coopération intercommunale à fiscalité propre.
Afin de financer l'exercice de ses compétences, l'intercommunalité perçoit, comme toutes les communatés d'agglomération, la fiscalité professionnelle unique (FPU) – qui a succédé à la taxe professionnelle unique (TPU) – et assure une péréquation de ressources.
Elle ne verse pas de dotation de solidarité communautaire (DSC) à ses communes membres.

### Organismes de coopération
En 2020, l'intercommunalité adhère au :
- Syndicat mixte du Pôle métropolitain Côte d'Opale ;
- Syndicat mixte  Canche et Authie ;
- Syndicat mixte du SCoT du Pays maritime et rural du Montreuillois ;
- Syndicat mixte pour le schéma d'aménagement et de gestion des eaux du Boulonnais (SYMSAGEB) ;
- Syndicat mixte « Espaces Départementaux Naturels 62 (EDEN 62) ».

## Économie

### Revenus de la population et fiscalité
En 2021, la communauté d'agglomération compte 31 998 ménages fiscaux, regroupant 67 254 personnes.
En 2021, le revenu fiscal médian par ménage, le taux de pauvreté des ménages et la part des ménages fiscaux imposés de la communauté d'agglomération, du département du Pas-de-Calais et de la métropole sont les suivants :
- le revenu fiscal médian par ménage de la communauté d'agglomération est de 22 280 €, supérieur à celui du département du Pas-de-Calais (20 720 €) et inférieur à celui de la France métropolitaine (23 080 €)[Insee 8],[Insee 9],[Insee 10] ;
- le taux de pauvreté des ménages de la communauté d'agglomération est de 13,5 %, inférieur à celui du département du Pas-de-Calais (18,4 %) et inférieur à celui de la métropole (14,9 %)[Insee 11],[Insee 12],[Insee 13] ;
- la part des ménages fiscaux imposés dans la communauté d'agglomération est de 51,1 %, supérieure à celle du département du Pas-de-Calais (44,1 %) et inférieure à celle de la métropole (53,4 %)[Insee 8],[Insee 9],[Insee 10].

### Emploi
|                                    | 2011   | 2016   | 2022   |
| ---------------------------------- | ------ | ------ | ------ |
| CA des Deux Baies en Montreuillois | 13,7 % | 15,7 % | 12,2 % |
| Département                        | 11,3 % | 13,7 % | 11,2 % |
| France métropolitaine              | 11,6 % | 13,7 % | 11,7 % |

En 2022, la population âgée de 15 à 64 ans s'élève à 37 464 personnes, parmi lesquelles on compte 72,7 % d'actifs (63,8 % ayant un emploi et 8,9 % de chômeurs) et 27,3 % d'inactifs,. En 2022, le taux de chômage (au sens du recensement) des 15-64 ans est supérieur à celui du département et supérieur à celui de la France métropolitaine.
La communauté d'agglomération compte 27 501 emplois en 2022, contre 26 356 en 2016 et 26 886 en 2011. Le nombre d'actifs ayant un emploi résidant dans la communauté d'agglomération est de 24 443, soit un indicateur de concentration d'emploi de 112,5 et un taux d'activité parmi les 15 ans ou plus de 50,1 %.
Sur ces 24 443 actifs de 15 ans ou plus ayant un emploi, 16 488 travaillent dans la communauté d'agglomération, soit 68 % des habitants. Pour se rendre au travail, 82,6 % des habitants de la communauté d'agglomération utilisent une voiture, un camion ou une fourgonnette, 2,6 % les transports en commun, 10,6 % s'y rendent en deux-roues motorisé, à vélo ou à pied et 4,3 % n'ont pas besoin de transport (travail au domicile).

### Entreprises et commerces

#### Activités hors agriculture
En 2022, 5 962 établissements marchands non agricoles sont économiquement actifsdans la  communauté d'agglomération,,.
| Secteur d'activité                                                                                        | CA des Deux Baies en Montreuillois | CA des Deux Baies en Montreuillois | Département |
| Secteur d'activité                                                                                        | Nombre                             | %                                  | %           |
| --- | ---------------------------------- | ---------------------------------- | ----------- |
| Ensemble                                                                                                  | 5 962                              | 100 %                              | (100 %)     |
| Industrie manufacturière, industries extractives et autres                                                | 300                                | 5,0 %                              | (5,3 %)     |
| Construction                                                                                              | 515                                | 8,6 %                              | (11,7 %)    |
| Commerce de gros et de détail, transports, hébergement et restauration                                    | 1 875                              | 31,4 %                             | (22,5 %)    |
| Information et communication                                                                              | 94                                 | 1,6 %                              | (3,6 %)     |
| Activités financières et d'assurance                                                                      | 361                                | 6,1 %                              | (5,3 %)     |
| Activités immobilières                                                                                    | 467                                | 7,8 %                              | (5,7 %)     |
| Activités spécialisées, scientifiques et techniques et activités de services administratifs et de soutien | 867                                | 14,5 %                             | (20,2 %)    |
| Administration publique, enseignement, santé humaine et action sociale                                    | 941                                | 15,8 %                             | (15,8 %)    |
| Autres activités de services                                                                              | 542                                | 9,1 %                              | (9,9 %)     |

Le secteur du commerce de gros et de détail, transports, hébergement et restauration est prépondérant dans la communauté d'agglomération puisqu'il représente 31,4 % du nombre total d'établissements de la commune (1 875 sur les 5962 entreprises implantées dans la communauté d'agglomération), contre 22,5 % au niveau départemental.

### Tourisme

#### Hôtellerie, camping et autres hébergements collectifs
Au 1er janvier 2025, la communauté d'agglomération des Deux Baies en Montreuillois dispose de 30 hôtels pour une capacité totale de 1990 chambres, de 30 campings totalisant 7 433 emplacements et de douze autres types d'hébergements collectifs totalisant 2 258 places de lit.

## Pour approfondir